# مارکوس دانستن
مارکوس دانستن (انگلیسی: Marcus Dunstan؛ زادهٔ ۱۹ سپتامبر ۱۹۷۵) یک کارگردان و فیلم‌نامه‌نویس اهل ایالات متحدهٔ آمریکا است.

## فیلم شناسی
- اره ۴ (۲۰۰۷) (نویسنده)
- اره ۵ (۲۰۰۸) (نویسنده)
- اره ۶ (۲۰۰۹) (نویسنده)
- کولکتور (فیلم) (۲۰۰۹) (نویسنده و کارگردان)
- اره ۷ (۲۰۱۰) (نویسنده)
- کولکشن (فیلم) (۲۰۱۲) (نویسنده و کارگردان)
- پیرانا سه‌بعدی‌دی (۲۰۱۲) (نویسنده)
- داستان‌های ترسناک برای گفتن در تاریکی (فیلم) (۲۰۱۹) (نویسنده داستان)